# 25377 Rolaberee
25377 Rolaberee è un asteroide della fascia principale. Scoperto nel 1999, presenta un'orbita caratterizzata da un semiasse maggiore pari a 2,3058722 UA e da un'eccentricità di 0,0615682, inclinata di 4,46275° rispetto all'eclittica.